# Utskarpen
Utskarpen est une localité du comté de Nordland, en Norvège.

## Géographie
Administrativement, Utskarpen fait partie de la kommune de Rana.